# Ноябрь 2011 года

Список событий ноября 2011 года.

## События
- 1 ноября
  - Итальянец Марио Драги возглавил Европейский центральный банк[1].
  - Беспилотный космический корабль «Шэньчжоу-8» запущен в Китае с Цзюцюаньского космодрома[2].
  - В варшавском аэропорту Окенче после отказа системы выпуска шасси совершил аварийную посадку самолёт Boeing 767-300 компании LOT Polish Airlines[источник не указан 1018 дней].
- 2 ноября
  - МАК официально обнародовал причины авиакатастрофы самолёта Як-42 в Ярославле.[3]
- 3 ноября
  - В Каннах (Франция) открылся 6-й саммит Группы двадцати[4].
  - На Кубе правительство узаконило частную собственность на недвижимость и автомобили. Закон вступил в силу 10 ноября[5].
- 4 ноября
  - В Москве завершился эксперимент «Марс-500» по моделированию пилотируемого полёта на Марс, длившийся 520 суток[6].
  - Города Ковров, Ломоносов, Таганрог и Петропавловск-Камчатский (Россия) удостоены почётного звания Город воинской славы[7].
  - Спецслужбами Колумбии был убит лидер ФАРК Альфонсо Кано[8].
- 5 ноября
  - В Париже стартовал чемпионат мира по тяжёлой атлетике[9].
  - Правительство Греции во главе с Георгиосом Папандреу получило вотум доверия в парламенте[10].
- 6 ноября
  - Женская сборная Чехии выиграла финал Кубка Федерации по теннису, проходивший в Москве, победив сборную России с общим счётом 3:2 в решающей парной игре[11].
  - Во втором туре президентских выборов в Гватемале, по предварительным данным, победу одержал генерал в отставке Отто Перес Молина[12].
  - В Никарагуа прошли президентские и парламентские выборы. Победу одержал действующий президент Даниэль Ортега[13].
  - На нью-йоркском марафоне победу одержал бегун из Кении Джеффри Мутаи установив рекорд трассы[14].
- 7 ноября
  - Коллегия присяжных признала виновным лечащего врача Майкла Джексона Конрада Мюррея в непредумышленном убийстве поп-певца.[15]
  - В Москве на Красной площади состоялся торжественный парад в честь 70-летия военного парада 7 ноября 1941 года[16].
  - Титул «Мисс Мира 2011» присуждён представительнице Венесуэлы Ивиан Саркос Колменарес[17].
  - Премьер-министр Греции Георгиос Папандреу подал в отставку[18].
- 8 ноября
  - В суде города Курган-Тюбе (Таджикистан) вынесен приговор лётчикам российской авиакомпании Rolkan Investments Ltd, в марте 2011 года арестованным по обвинению в контрабанде и незаконном нарушении границы[19].
  - Второй тур президентских выборов в Либерии прошёл при бойкоте со стороны оппозиции. Действующий президент Элен Джонсон-Серлиф переизбрана на этот пост, получив более 90 % голосов[20][21].
  - США и Боливия объявили о восстановлении дипломатических отношений в полном объёме[22].
  - Запущена первая нитка газопровода «Северный поток»[23].
  - Председателем Сейма Республики Польша впервые избрана женщина — Эва Копач[24].
  - Тунис решил экстрадировать бывшего премьер-министра Ливии Багдади Али аль-Махмуди на родину[25].
- 9 ноября
  - C космодрома Байконур к Марсу запущены российская автоматическая межпланетная станция «Фобос-Грунт» и китайский орбитальный космический аппарат «Инхо-1»[26].
  - На расстоянии 325,1 тыс. км от центра Земли пролетел 400-метровый астероид 2005 YU55[27].
  - Россия и Грузия подписали двустороннее соглашение, устраняющее последнее препятствие на пути вступления России во Всемирную торговую организацию[28].
  - В результате землетрясения магнитудой 5,6 в провинции Ван на юго-востоке Турции погибли 30 человек, разрушено 25 зданий[29].
- 10 ноября
  - На Кубе вступил в силу закон о частной собственности на недвижимость и автомобили[5].
  - Власти Палестины отказались от идеи получения членства в Организации Объединённых Наций[30].
  - Президент Науру Маркус Стивен ушёл в отставку из-за обвинений в коррупции. Его пост занял бывший министр торговли и окружающей среды Фредди Питчер[31].
- 11 ноября
  - Приведено к присяге новое коалиционное правительство Греции во главе с Лукасом Пападимосом[32].
  - Президент Ирландии Майкл Хиггинс официально вступил в должность[33].
  - Подал в отставку премьер-министр Соломоновых Островов Дэнни Филип[34].
  - Сенат Италии одобрил пакет мер жёсткой экономии, на которых настаивает ЕС[35].
  - Министр внутренних дел Мексики Франсиско Блаке Мора погиб в катастрофе вертолёта[36].
  - Массовые беспорядки в Варшаве (Польша) во время марша в День независимости[37].
  - Объявлены семь новых чудес природы[38].
  - Захват турецкого парома террористом. При освобождении заложников пассажиры и члены экипажа не пострадали[39].
  - Bethesda Softworks выпустила в продажу Action/RPG The Elder Scrolls V : Skyrim.
  - Группа Black Sabbath официально объявила о воссоединении в оригинальном составе.
- 12 ноября
  - Премьер-министр Италии Сильвио Берлускони ушёл в отставку[40].
  - В Гонолулу открылся саммит глав государств и правительств стран — членов АТЭС[41].
  - Приостановлено членство Сирии в Лиге арабских государств[42].
  - В Таразе (Казахстан) террорист-смертник осуществил взрыв, погибли 7 человек[43].
- 13 ноября
  - Президент Италии Джорджо Наполитано поручил Марио Монти сформировать новое правительство[44].
  - В Южной Осетии состоялись первый тур президентских выборов и референдум о статусе русского языка. Во второй тур вышли бывший министр образования Алла Джиоева и министр по чрезвычайным ситуациям Анатолий Бибилов[45][46].
  - В Экваториальной Гвинее прошёл референдум о поправках к конституции, ограничивающих количество президентских сроков до двух и введении поста вице-президента. Более 99 процентов граждан проголосовали за изменение конституции[47].
  - В Париже (Франция) завершился чемпионат мира по тяжёлой атлетике. Победу одержала сборная Китая[48].
  - В Уэльсе состоялся последний этап чемпионата мира по ралли, победителем Ралли Великобритании стал Яри-Матти Латвала, титул чемпиона мира в восьмой раз подряд завоевал Себастьян Лёб[49].
- 14 ноября
  - В результате столкновений, произошедших в сирийской провинции Даръа, погибли более 70 человек[50].
  - В Осло началось первое открытое заседание суда над Андерсом Брейвиком[51].
  - С космодрома Байконур стартовал корабль «Союз ТМА-22» с экипажем новой экспедиции на МКС[52].
- 15 ноября
  - Президент Казахстана Нурсултан Назарбаев объявил о роспуске мажилиса и назначил досрочные выборы парламента[53].
  - В Науру парламент поменял второго за 5 дней президента. Новым президентом назначен Спрент Дабвидо[54].
  - Полиция Нью-Йорка начала демонтаж лагеря протестного движения «Захвати Уолл-стрит», арестовано свыше 70 человек[55].
- 16 ноября
  - Гордон Дарси Лило избран новым премьер-министром Соломоновых Островов[56].
  - На встрече в Рабате министры иностранных дел стран ЛАГ дали властям Сирии три дня на то, чтобы остановить «кровавое подавление» массовых демонстраций[57].
  - Президенты Кении, Сомали и Уганды встретились в Найроби, чтобы обсудить совместные военные действия против боевиков Джамаат Аш-Шабааб[58].
  - Марио Монти сформировал новое правительство и официально вступил в должность премьера, он также заявил о том, что он займёт пост Министра Финансов[59].
  - КНДР и Южный Судан установили дипломатические отношения[60].
- 17 ноября
  - Министерство обороны США провело испытание новой планирующей гиперзвуковой бомбы AHW[61].
  - Физики из HRL Laboratories объявили об получении легчайшего материала, так называемой металлической микрорешётки[62].
- 18 ноября
  - В Элисту (Россия) на вечное хранение из Шри-Ланки прибыли мощи Будды Шакьямуни[63].
  - На Филиппинах арестована бывший президент страны Глория Макапагал Арройо[64].
  - Президенты России, Белоруссии и Казахстана подписали пакет документов, направленных на дальнейшую интеграцию трёх стран, в частности, они означают поэтапный план создания Евразийского экономического союза[65].
- 19 ноября
  - На юге Ливии арестован сын Муамара Каддафи Саиф аль-Ислам Каддафи[66].
  - Сейм Республики Польша выразил вотум доверия новому правительству Дональда Туска[67].
- 20 ноября
  - Досрочные выборы в парламент Испании[68]. Победу одержала оппозиционная Народная партия[69].
  - Президент России Дмитрий Медведев подписал закон о передаче в аренду Финляндии российской части Сайменского канала[70].
  - Массовая антиправительственная демонстрация в Египте[71][72].
- 21 ноября
  - США, Великобритания и Канада ввели новые санкции в отношении Ирана[73][74][75].
  - Правительство Египта во главе с премьер-министром Эссамом Шарафом подало в отставку[76].
  - В Камбодже начался суд над лидерами красных кхмеров Нуон Чеа, Кхиеу Сампханом и Иенг Сари[77].
  - На Мадагаскаре приведено к присяге правительство национального единства во главе с Жаном Омером Беризики[78].
  - В американской гоночной серии НАСКАР определился чемпион, которым стал Тони Стюарт[79].
- 22 ноября
  - Суд Таджикистана освободил приговорённых к 8,5 годам тюрьмы российского и эстонского лётчиков[80].
- 23 ноября
  - Полузащитник Узбекистана Сервер Джепаров назван лучшим футболистом Азии во второй раз[81].
  - В Эр-Рияде прошла церемония подписания пакета документов о передачи президентом Йемена Али Абдаллой Салехом своих полномочий временному правительству[82].
  - Президент России Дмитрий Медведев огласил комплекс мер военно-технического и дипломатического характера, которыми Россия ответит на развёртывание системы противоракетной обороны в Европе[83].
  - Турецкий премьер-министр Реджеп Тайип Эрдоган принёс извинения за массовое убийство курдов в 30-е годы XX века в районе Дерсим[84].
- 24 ноября
  - В результате детонации трёх придорожных бомб в иракском городе Басра погибли не менее 19 человек, ещё 67 были ранены[85].
  - Спикер Палаты представителей Австралии[англ.] Гарри Дженкинс[англ.] ушёл в отставку, передав свой пост члену оппозиционной партии Питеру Слипперу[англ.][86].
  - В Гамбии прошли президентские выборы. Победу одержал действующий президент Яйя Джамме[87].
  - Белорусский правозащитник Алесь Беляцкий приговорён к 4,5 годам лишения свободы с конфискацией имущества[88].
- 25 ноября
  - Новым премьер-министром Египта назначен Камаль Ганзури[89].
  - Григорий Рапота назначен новым Государственным секретарем Союзного государства России и Белоруссии[90].
  - В Марокко прошли досрочные парламентские выборы. Относительное большинство мест в парламенте займут депутаты от умеренной исламистской Партии справедливости и развития[91].
  - С космодрома Байконур запущена ракета-носитель класса Протон-М с китайским спутником связи АзиаСат-7[92].
  - Игрок испанского баскетбольного клуба «Барселона» — Хуан Карлос Наварро — установил рекорд результативности Евролиги за все время проведения турнира[93].
  - Португальские демонстранты предприняли попытку взять парламент штурмом[94].
  - Частное солнечное затмение, видимое в Антарктиде, южной Африке и Новой Зеландии[95].
- 26 ноября
  - НАСА запустила марсоход Curiosity («Любопытство») для поиска следов жизни на Марсе и изучение геологической истории планеты[96].
  - В США завершился локаут в НБА. Новый сезон стартует 25 декабря[97].
  - Военный вертолёт НАТО атаковал позиции пакистанских войск в агентстве Мохманд. 28 пакистанских солдат погибли в результате этой атаки, ещё 11 получили ранения. В ответ Пакистан перекрыл проезд через свою территорию для натовских грузовиков, с оружием и питанием для войск альянса в Афганистане. США и НАТО пока никак не отреагировали на данную блокаду со стороны Пакистана[98].
  - На парламентских выборах в Новой Зеландии уверенную победу одержала правящая Национальная партия[99].
- 27 ноября
  - Вице-президент Йемена Абд-Раббу Мансур Хади поручил председателю оппозиционного Национального Совета Мухаммаду Басиндве сформировать новое правительство[100].
  - Лига арабских государств ввела санкции против Сирии[101].
  - Жители пакистанского агентства Мохманд призвали правительство страны объявить джихад США и НАТО, в ответ на вчерашнее убийство 28 солдат натовскими подразделениями. Тем временем представители НАТО сделали заявление, в котором сообщили, что атака на пакистанские позиции была ответом на обстрел пакистанцами их воинских подразделений. Данный инцидент серьёзно испортил отношения между Исламабадом и Вашингтоном[102].
  - Второй тур выборов президента Южной Осетии[103]. По предварительным данным, победу одержала Алла Джиоева[104].
  - Съезд партии Единая Россия утвердил кандидатуру Владимира Путина на пост Президента Российской Федерации[105].
- 28 ноября
  - Правительство Кувейта ушло в отставку[106].
  - В Египте стартовали парламентские выборы, которые пройдут в три этапа[107].
  - В Сент-Люсии прошли парламентские выборы[108].
  - В Гайане прошли парламентские выборы[108].
  - С космодрома Плесецк запущена лёгкая ракета-носитель класса Союз-2.1б с навигационным спутником Глонасс-М[109].
  - Алма-Ата (Казахстан) провозглашена столицей XXVIII Зимней Универсиады[110].
  - Выборы президента Демократической Республики Конго. По предварительным данным, победу одержал действующий президент Жозеф Кабила[111].
- 29 ноября
  - Верховный Суд Южной Осетии признал прошедшие 27 ноября президентские выборы недействительными. В стране пройдут повторные выборы, которые назначены на 25 марта 2012[112].
  - В Калининграде (Россия) введена в боевой строй система предупреждения о ракетном нападении новой системы РЛС класса «Воронеж-ДМ»[113].
  - Демонстранты разгромили посольство Великобритании в Иране, комплекс дипмиссии закрыт, была начата эвакуация персонала[114].
- 30 ноября
  - Великобритания, Германия и Франция отозвали своих послов из Тегерана[115][116].
  - Вступил в должность новый премьер-министр Сент-Люсии лейборист Кенни Энтони[117].
  - Новым премьер-министром Кувейта назначен бывший министр обороны шейх Джабер аль-Мубарак ас-Сабах[118].
  - Бывший президент Кот-д’Ивуара Лоран Гбагбо отправлен в Гаагу, чтобы предстать перед Международным уголовным судом[119]. Ивуарийский народный фронт объявил, что в связи с передачей своего лидера Международному уголовному суду, прекращает участие в «процессе примирения» в стране[120].
  - Министерство иностранных дел России признало отмену результатов выборов в Южной Осетии, однако победившая на выборах по данным ЦИК Алла Джиоева провозгласила себя президентом и объявила о формировании государственного совета[121][122].
  - Для жителей провинций Китая проведена новая черта бедности, теперь бедными считаются, чей доход не превышает 6,5 юаня (<1 доллара) в день[123].
  - В Белоруссии вынесен приговор по делу Дмитрия Коновалова и Владислава Ковалева. Оба обвиняемых признаны виновными в совершении теракта в минском метро 11 апреля 2011 года и приговорены к расстрелу[124].